# 9615 Hemerijckx
A 9615 Hemerijckx (ideiglenes jelöléssel 1993 BX13) a Naprendszer kisbolygóövében található aszteroida. Eric Walter Elst fedezte fel 1993. január 23-án.